# القناة للسكر
شركة القناة للسكر هي شركة مساهمة إماراتية مصرية، أنشأت سنة 2018 في مصر، كشراكة بين مستثمرين إماراتيين وشركة الأهلي كابيتال المملوكة للبنك الأهلي المصري، وبرأس مال حوالي 5.4 مليار جنيه مصري، يقع المقر الرئيسي للشركة بمدينة القاهرة، ومصنعها بمدينة ملوي بمحافظة المنيا في صعيد مصر، وتعمل في مجال إنتاج وصناعة السكر، ويٌعتبر مصنعها أكبر مصنع لإنتاج السكر في العالم على مساحة 240 فدان وبطاقة إنتاجية تصل إلى 900 ألف طن سكر سنويًا.
يضم المصنع أكبر صومعة لتخزين السكر في العالم بطاقة تخزينية تبلغ نحو 417 ألف طن، ويعتمد في أعمال صناعة السكر بشكل رئيسي على محصول بنجر السكر، حيث قامت الشركة بأعمال استصلاح وزراعة حوالي 180 ألف فدان من الأراضي الصحراوية غرب مدينة ملوي لزراعة بنجر السكر، يتم ريها من خلال 280 بئر جوفي وتٌنتج حوالي 2 مليون طن بنجر سكر سنويًا.

## المساهمون
تتوزع نسب المساهمين في الشركة كالتالي:
- مجموعة الغرير (نسبة 37%).
- مجموعة موربان إنرجي (نسبة 33%).
- شركة الأهلي كابيتال (نسبة 30%).

## وصلات خارجية
- الموقع الرسمي للشركة.
- الصفحة الرسمية للشركة على موقع فيس بوك.